# Episodi de Il commissariato Saint Martin (quinta stagione)
La quinta stagione della serie televisiva Il commissariato Saint Martin è stata trasmessa in anteprima in Francia dalla France 2 tra il 13 aprile 2001 e il 30 novembre 2001.
| nº | Titolo originale    | Titolo italiano | Prima TV Francia | Prima TV Italia |
| -- | ------------------- | --------------- | ---------------- | --------------- |
| 1  | Inceste             |                 | 13 aprile 2001   |                 |
| 2  | Fausse qualité      |                 | 20 aprile 2001   |                 |
| 3  | La rumeur           |                 | 27 aprile 2001   |                 |
| 4  | Strip-tease         |                 | 4 maggio 2001    |                 |
| 5  | La fugue            |                 | 11 maggio 2001   |                 |
| 6  | Coupable            |                 | 18 maggio 2001   |                 |
| 7  | Enlèvement          |                 | 26 ottobre 2001  |                 |
| 8  | Chantage            |                 | 2 novembre 2001  |                 |
| 9  | Enfant battu        |                 | 9 novembre 2001  |                 |
| 10 | Dopage              |                 | 16 novembre 2001 |                 |
| 11 | Spiritisme          |                 | 23 novembre 2001 |                 |
| 12 | Mauvais traitements |                 | 30 novembre 2001 |                 |